# شاين هيل (سياسي)
شاين هيل (بالإنجليزية: Shane Hill)‏ هو سياسي أسترالي، ولد في 2 ديسمبر 1965 في كالغورلي في أستراليا. حزبياً، نشط في حزب العمال الأسترالي. وقد انتخب عضو الجمعية التشريعية لأستراليا الغربية.